# Cymbalophora oertzeni
Cymbalophora oertzeni är en fjärilsart som beskrevs av Lederer 1855. Cymbalophora oertzeni ingår i släktet Cymbalophora och familjen björnspinnare. Inga underarter finns listade i Catalogue of Life.

## Bildgalleri

♂
♂ △